# Årslev (Aarhus)
 For alternative betydninger, se Årslev. (Se også artikler, som begynder med Årslev)
Årslev er en vestlig bydel af Aarhus. Årslev var førhen en landsby.

## Historie
Bebyggelsen menes ifølge lokalhistorikeren August F. Schmidt grundlagt i det 4. eller 5. århundrede og blev i 1203 skrevet Arsløf.
Årslev landsby bestod i 1682 af 14 gårde. Det samlede dyrkede areal udgjorde 534,9 tønder land skyldsat til 105,19 tønder hartkorn. Dyrkningsformen var trevangsbrug.
Årslev er i dag næsten sammenbygget med bydelen Brabrand. Indtil kommunalreformen 1. april 1970 hørte Årslev til Brabrand-Årslev Sognekommune. Centralt ligger Årslev Kirke, der i Folkekirkens terminologi betegnes Sønder Årslev Kirke for at undgå forveksling med Årslev ved Randers.

## Geografi
Vest for landsbyen ligger Årslev Kro. Mod syd ligger et nybygget parcelhuskvarter samt Årslev Engsø med tilhørende naturområder.
Landsbypræget blev i nogen grad forstyrret med en udvidelse af den daværende hovedvej 15 i 1961, idet en del gårde blev revet ned. I de første år af det 21. århundrede blev Årslev afskåret fra en stor del af sine marker ved anlæg af motorvejen Brabrand-Låsby med tilhørende tilkørselsanlæg. I 2007 påbegyndtes anlægget af Logistikparken Aarhus - Nordeuropas største transportcenter samt et større lagerkompleks for Dansk Supermarked -, på landsbyens tidligere jorder.
Kunstmaleren Jens Hansen-Aarslev levede det meste af sit liv i Årslev, hvor en lille vej er opkaldt efter ham.